# Platambus micropunctatus
Platambus micropunctatus är en skalbaggsart som beskrevs av Nilsson 2003. Platambus micropunctatus ingår i släktet Platambus och familjen dykare. Inga underarter finns listade i Catalogue of Life.